# Вершигора Анатолій Васильович
Анатолій Васильович Вершигора (нар. 13 жовтня 1950 у місті Бобровиця Чернігівської області — помер 3 жовтня 2021) — український лікар та громадський діяч, працював головним лікарем Київської міської станції швидкої медичної допомоги, пізніше директором Центру екстреної медичної допомоги та медицини катастроф міста Києва, заслужений лікар України (2000).

## До життєпису
В медичній галузі пропрацював понад 45 років. В тому числі 42 роки працював у швидкій медичній допомозі Києва, пройшовши тут шлях від рядового лікаря виїзної бригади до очільника закладу (з 1989). Під керівництвом  А. В. Вершигори  було докорінно модернізовано засоби зв'язку та автоматичну систему управління, що дало змогу поставити на новий рівень надання швидкої медичної допомоги населенню. Йдеться про  запровадження  принципово нової технології обробки викликів — централізований прийом, децентралізоване виконання з централізованим контролем за етапами виконання викликів, що суттєво зменшило запізнення бригад (1996), вперше в Україні введено в технологічний процес   автоматизовану інформаційну диспетчерську систему (АІДІС) «Швидка медична допомога»(1989), розроблено єдині правила виклику та нормативи прибуття  бригад ШМД на місце виклику (2010), у складі оперативного відділу створено консультативно-телеметричний центр (КТЦ), оснащений сучасним кардіологічним телеметричним комплексом UNET, що приймає ЕКГ-сигнали  від електрокардіографів з функцією телеметрії, якими оснащені бригади ЕМД та центри первинної медико-санітарної допомоги (2014), створено підрозділ медицини катастроф (2004), запроваджено першу  і  єдину в Україні  консультативну службу — поради лікаря по телефону — 15-83, яка діє донині  (1987), запроваджено громадські слухання з проблем   роботи та оцінки діяльності швидкої медичної допомоги міста Києва (2008), розроблено логотип Київської СШМД (1992), стандарт  кольорографічного розфарбування  санітарних автомобілів  ШМД України, відповідно до міжнародних стандартів; впроваджено нову  форму одягу  для працівників служби ШМД та медицини катастроф за міжнародними стандартами. (1997).
Ініціатор створення та голова ради ВГО «Асоціація працівників швидкої, невідкладної медичної допомоги та медицини катастроф», засновник ГО «Екстрена медицина України»

## Відзнаки
- Заслужений лікар України (2000)[5]

## Список праць
1. Ішемічний інсульт: екстрена, первинна, вторинна (спеціалізована) медична допомога, медична реабілітація: уніфік клініч. протокол мед. допомоги / розроб .: М. К. Хобзей, Т. С. Міщенко, А. В. Вершигора [ та ін.]; Укр. асоц. боротьби з інсультом.-К.: УАБІ, 2012.- 120 с.
2. Медицина невідкладних станів: швидка і невідкладна медична допомога: підручн. для лікарів-курсантів післядиплом. освіти, лікарів-інтернів і студ. мед. ВНЗ IV рівня акрид. / І. С. Зозуля, А. В. Вершигора, В. І. Боброва [ та ін.].- К.:Медицина, 2012.- 727 с.
3. Системний тромболіз при ішемічному інсульті. Екстрена, вторинна (спеціалізована) медична допомога: уніфік. клініч. протокол мед. допомоги / Укр. асоц. боротьби з інсультом; розроб.: М. К. Хозбей, Т. С. Міщенко, А. В. Вершигора [та ін.].-К.,2012.- 55 с.
4. Практичні навички з медицини невідкладних станів: навч. посіб. /І. С. Зозуля, В. І. Боброва, А. В. Вершигора, Т. І. Ганджа, А. І. Зозуля, О. В. Іващенко. –К., 2008.-164с.
5. Медицина неотложных состояний: скорая и неоложная медицинская помощь: учебн. для студентов, врачей-интернов высш. мед. учеб. заведений последипломного образования / И. С. Зозуля, А. В. Вершигора. В. И. Боброва [ и др. ].- К.:Медицина,2008.- 695с.
6. Застосування інформаційних технологій при моніторингу медичних наслідків дорожньо-транспортних пригод /В. В. Бичков, А. В. Вершигора, О. С. Коваленко, А. М. Шевельов // Укр. журнал телемедицини та мед. тематики.-2008.- Т.6,№ 2.- с.194-196.
7. Швидка та невідкладна допомога у цифрах, 2000—2005 роки: довідк. посіб. /Ю, О.Гайдаєв, Г. Г. Рощін, А. В. Вершигора [та ін.]; КМАПО ім. П. Л. Шупика. — К., 2007.-201 с.
8. Напрями та проблеми реформування швидкої та невідкладної медичної допомоги України /А. В. Вершигора, Т. С. Зозуля, Л. М. Зачек// Установчий з'їзд лікарів щвидкої та невідкладної медичної допомоги та медицини катастроф: матеріали з'їзду, 17-18 листоп. 2005 р.-К., 2005.-с.8-15.
9. Діяльність швидкої медичної допомоги України за 1990—2002 роки: довідк. посіб. / Г. Г. Рощін, С. В. Синельник, А. В. Вершигора [та ін.];Київ. КМАПО ім. П. Л. Шупика,. Укр. наук-практ. центр екстр. мед. допомоги та мед. катастроф. — К.:Духов. Світ., 2004.- 159с.
10. 100 років Київській міській станції швидкої медичної допомоги/А. В. Вершигора, Л. І. Городченко, О. К. Костюк//3б наук. праць співробітників КМАПО ім. П. Л. Шупика.-К.,2002 –Вип.1,кн.3.-С.5-10
11. Комплесний підхід до лікування хворих на гострий інфаркт міокарда на догоспітальному етапі /А. В. Вершигора, В. А. Несукай, О. О. Халізова//3б наук.праць співробітників КМАПО ім. П. Л. Шупика.- К.,2000.-Вип.9,кн.1.- С.399-402.
12. Довідник з медичної допомоги на догоспітальному етапі / І. С. Зозуля, А. В. Вершигора, Т. В. Адамович [та ін.].-К.: Здоров'я, 1998.-198с.